# Diffa
|  | Per a altres significats, vegeu «Diffa (regió)». |

Diffa és una ciutat i comuna urbana a l'extrem sud-est de Níger, prop de la frontera d'aquest país amb Nigèria, amb una població de 23.600 (2004). És la seu administrativa tant de la regió de Diffa, i el més petit departament de Diffa. Diffa marca l'extrem oriental de la secció pavimentada de la carretera nacional 1, la principal carretera a l'est a l'oest a través del Níger, encara que el tram comprès entre Zinder i Diffa només és parcialment pavimentada en alguns llocs. La RN 1 continua cap al nord de N'Guigmi més de 100 km. Maine-Soroa, l'altra ciutat important de la Regió, es troba a menys de 100 km a l'oest de Diffa. La frontera amb Nigèria, a la ciutat nigeriana de Duji, és de 5,5 km al sud de Diffa. L'aeroport de Diffa és al nord de la ciutat.